# Udo Pasterny
Udo Pasterny (* 23. August 1947 in Kiel) ist ein deutscher Schriftsteller und fester Bestandteil der Alternativ-Bühne Fletch Bizzel.

## Leben
Udo Pasterny absolvierte eine Lehre als Buchhändler und lebt als freier Schriftsteller und Übersetzer seit 1953 in Dortmund, nachdem er sich unter anderem als Rocksänger und Druckereiarbeiter betätigte. Seit 1982 ist er auch Bühnenautor und Schauspieler im Fletch Bizzel und stellte eine Bibliographie der Untergrundliteratur seit den 1950er Jahren zusammen.

## Werke
- 1969 Buch
- 1970 Buch und Anmerkungen
- 1972 Ein Monument für E. L. und sein Monument
- 1982 Stilleben nach Wouwerman. Eine Parabel
- 1992 Die Requisiten. Ein Stück Theater

## Als Herausgeber
- 1971–76 Hobo Tongue. Zeitschrift für Prosa
- 1982 Deutschsprachige Bibliographie der Gegenkultur. Bücher und Zeitschriften von 1950 bis 1980, mit Jens Gehret
- 2005 The German Alice: A bibliography of "Alice im Wunderland". Annotated and illustrated including other works by and about Lewis Carroll in German editions & electronic Alice: Alice on Video, CD, LP, MC etc, mit Alise G. Wagner